# Berta Epple (Unternehmerin)
Berta Epple (* 24. April 1906 in Stuttgart-Gablenberg; † 1. Juni 1965 in Bad Ragaz) war eine deutsche Unternehmerin, die 1956 die „Neckar-Personen-Schifffahrt Berta Epple“ in Stuttgart-Bad Cannstatt gründete. Berta Epple war verheiratet mit dem Fuhr- und Tiefbauunternehmer Karl Epple („Kies-Epple“) aus Bad Cannstatt.

## Leben und Wirken

### Familiäres
Berta Epple, geborene Steinle, kam am 24. April 1906 in Stuttgart-Gablenberg zur Welt. Die Eltern, Friedrich Steinle und seine zweite Frau Berta, führten dort eine Gärtnerei für Obst und Gemüse. Tochter Berta wuchs mit drei älteren Stiefgeschwistern (Friedrich, Luise und Hermann) und dem jüngeren Bruder Eberhard auf, der als Gärtner in Fellbach-Schmiden die Familientradition weiterführte. Alle Kinder mussten früh im elterlichen Betrieb mithelfen. Berta war tatkräftig und machte als eine der ersten Frauen in Stuttgart in den 1920er Jahren den Führerschein, um ihre Kunden schnell und motorisiert beliefern zu können. Bald übernahm sie in der Gärtnerei die Buchhaltung. So erwarb sie das Rüstzeug für ihre spätere unternehmerische Tätigkeit.
Das aufstrebende Fuhr- und Tiefbauunternehmen Karl Epple in Bad Cannstatt pflegte geschäftliche Kontakte zur Gärtnerei Steinle. So lernten sich der 1930 verwitwete Unternehmer Karl Epple (1893–1961) und Berta Steinle kennen. Sie heirateten 1933 und zwei Jahre später kam der Sohn Fritz zur Welt. Die vier Kinder aus Karl Epples erster Ehe gehörten mit zur Familie.

### Geschäftliches
Schon früh wirkte Berta im wachsenden Betrieb des Ehemannes mit, der sich 1933 von seinem Firmenpartner Pfander und Oberer in Stuttgart-Hofen getrennt hatte und nun selbstständig Kies in verschiedenen Werken an Neckar, Fils und Rhein abbaute.
Mit ihrem Mann eröffnete sie in den 1930er Jahren einen neuen Geschäftszweig im Baugewerbe. Das Unternehmen wurde zum Baustoffpionier mit den Produkten Transportbeton, Trockenmörtel, Sand und Kies und die Belegschaft stieg auf 200 Personen an. Die soziale Betreuung der Arbeiter und Angestellten und die Wohlfahrtseinrichtungen für das Personal galten als vorbildlich. Vor allem ab 1938 wuchs der Bedarf an Kies und Beton für Autobahn-, Flughafen- und Bunkerbauten wie Westwall und Atlantikwall enorm. Die Firma mit ihrem modernen Großgeräten war bei diesen Bauten mit eingesetzt. Dazu unternahm Berta Epple monatlich weite LKW-Fahrten nach Brest in Frankreich zur Abwicklung der dortigen Kiestransporte.
Berta Epple, von ihrer Umgebung als tüchtig, sozial und resolut beschrieben, verstand sich stets als Geschäftspartnerin ihres Mannes. Das wurde besonders deutlich in den Aufbaujahren nach dem Zweiten Weltkrieg. Berta Epple war zwar auch mit Haushaltsaufgaben vertraut, sie galt als gute Köchin, überließ diese Tätigkeiten aber ihren Angestellten. Sie engagierte sich intensiv bei der Erneuerung der verschiedenen Firmenzweige und nahm als leidenschaftliche Autofahrerin ihrem Mann die Last des Fahrens ab.
Der Stammsitz der Firma in Bad Cannstatt war durch eine Fliegerbombe zerstört worden, ebenso fast alle Lastkraftwagen sowie der Maschinenpark und das Materiallager. Durch die zähe Aufbauarbeit des Firmengründers, seiner Familie und der Beschäftigten wirtschaftete der Betrieb schnell wieder erfolgreich. Den Anfang machte eine Trümmerverwertungsanlage, in der über die Hälfte der in Stuttgart vorhandenen Trümmer verwertet wurde. Anfang der fünfziger Jahre hatte die Firma 300 Beschäftigte in mehreren Kieswerken, darunter Stuttgart-Hofen und Mundelsheim am Neckar. Der Wiederaufbau sorgte für eine stetige Nachfrage nach Baumaterial. Die ehrenvollen Spitznamen „Kies-Epple“ für Karl Epple und „die Frau vom Kies-Epple“ für Berta waren etabliert. Die Epples galten als typisches Unternehmerpaar des deutschen Wirtschaftswunders und waren über die Region hinaus bekannt, auch für ihre Wohltätigkeit.

### Das Unternehmen Neckar-Personen-Schifffahrt
1956 war der kanalisierte Neckar bis Stuttgart schiffbar, dank des seit 1921 begonnenen Ausbaus zur Großschifffahrts-Straße. Zu der Zeit befuhren nur Frachtschiffe den Fluss. Karl Epple gründete die Reederei „Karl und Berta Epple“, kaufte selbst zwei Frachtschiffe (die „Karl Epple“ und die „Mathilde Epple“) für den Kiestransport und das Ehepaar stimmte überein, dass es in Stuttgart als zukünftige Hafenstadt auch Personenschiffsverkehr geben sollte.
Im Jahr 1956 trug Berta Epple die Firma „Neckar-Personen-Schiffahrt Berta Epple“ ins Handelsregister ein und gab die beiden ersten Schiffe bei der Schiffswerft Schmidt & Söhne in Oberkassel bei Bonn in Auftrag. Die Gründerin selbst holte ihre Schiffe persönlich von der Werft ab. Indessen wurden zwischen Stuttgart und Heilbronn 15 Anlegestellen eingerichtet. Mit dem weiteren Ausbau des Neckars waren später auch Esslingen und Plochingen einbezogen.
Mit der Taufe der „Stuttgart“ durch Yvonne Klett, die Frau des damaligen Oberbürgermeisters von Stuttgart, Arnulf Klett, nahmen die beiden Schwesterschiffe „Dorothea Epple“ und „Stuttgart“ am 7. März 1957 den Betrieb auf mit einer festlichen Jungfernfahrt von der Liegestelle am Neckarufer in Bad Cannstatt nach Marbach. Am 10. März 1957 startete dann der Linienverkehr. Am 31. März 1958 wurde der Stuttgarter Hafen eingeweiht durch den damaligen Bundespräsidenten Theodor Heuss auf der „Berta Epple“, dem Schiff mit dem Namen der Gründerin. Nach und nach entwickelte sich der Betrieb zu einem bedeutenden Unternehmen und der Name Berta Epple wurde zum Begriff. Zeitweilig umfasste ihre weiße Flotte sieben Schiffe, darunter die „Rosenstein“, „Wilhelma“ und „Lichtenstein“ und seit 1962 das fest vertäute Restaurantschiff „Lukullus“ mit einer Gesamtkapazität von mehr als 2500 Plätzen.  Die „Lukullus“ brannte aber 1981 vollständig ab.

### Ende und Ausblick
Nach dem Tode ihres Mannes 1961 war Berta Epple auch Gesellschafterin seiner Firma, die noch heute existiert als Karl Epple GmbH & Co. KG. Dieser unermüdliche Einsatz forderte seinen Preis. Am 1. Juni 1965 starb die zuckerkranke Unternehmerin während eines Erholungsaufenthaltes in Bad Ragaz an einem Blutsturz und wurde neben ihrem Mann auf dem Steigfriedhof in Bad Cannstatt beerdigt.
Schon 1964 hatte ihr Sohn Fritz Epple (* 11. Januar 1935; † 15. Juli 2009) die Geschäftsführung der Neckar-Personen-Schifffahrt übernommen und war nach dem Tode der Mutter alleiniger Inhaber. In ihren Hochzeiten in den 1970er Jahren beförderten die Schiffe 200 000 Passagiere im Jahr.
1997 übernahmen Wolfgang und Susanne Thie die Geschäftsführung. Das Ehepaar firmierte unter dem neuen Namen „Neckar-Käpt’n“. Jens Caspar, der Chef des Maultaschenunternehmens „Herr Kächele“, kaufte 2019 das mittlerweile defizitäre Unternehmen. Er ließ die Gesellschaft wieder unter dem ursprünglichen Namen „Neckar-Personen-Schifffahrt Berta Epple GmbH + Co. KG“ ins Handelsregister eintragen. Mit einer modernisierten Flotte und einem frischen Konzept startete er 2020 neu durch. Gerne würde er das Schiff „Berta Epple“ zurückkaufen, das seit 2018 in Paris als Rundfahrtschiff „Le Signac“ auf der Seine betrieben wird.

### Trivia
Der Name Berta Epple lebt auch in dem Musiktrio gleichen Namens weiter. Drei Mitglieder des ehemaligen Musik-Comedy-Ensembles „Tango Five“, nämlich Bobbi Fischer, Veit und Gregor Hübner, gründeten die Musikband 2012.
Seit 2021 gibt es einen Wirtschaftsclub „Berta Epple“, der sich an die mittelständischen Unternehmen in Baden-Württemberg richtet. Er wurde auf der MS „Wilhelma“ gegründet.